# Бейсебаєв Масимхан Бейсебайович
Масимхан Бейсебайович Бейсебаєв (каз. Мәсімхан Бейсебайұлы Бейсебаев; 22 листопада 1908, село Єльтай, тепер Карасайського району Алматинської області Казахстану — 23 червня 1987, місто Алма-Ата, тепер Алмати, Казахстан) — радянський партійний і державний діяч, двічі був головою Ради міністрів Казахської РСР. Кандидат у члени ЦК КПРС у 1961—1966 роках. Член ЦК КПРС у 1966—1971 роках. Депутат Верховної Ради СРСР 4—7-го скликань.

## Життєпис
Народився в селянській родині. 1925 року вступив до Алма-Атинського сільськогосподарського технікуму, який закінчив 1931, здобувши фах молодшого агронома. Того ж року отримав посаду завідувача групи з захисту рослин народного комісаріату землеробства Казахської АРСР. Потім працював у тресті з боротьби зі шкідниками сільського господарства, ставши 1932 року заступником директора того тресту.
Член ВКП(б) з 1932 року.
1933 року став директором сільськогосподарського технікуму в Алма-Аті. 1936 року був призначений на посаду інструктора сільськогосподарського відділу ЦК КП(б) Казахстану. 1937 року отримав пост помічника першого секретаря ЦК КП(б) Казахстану. 1939 року призначений на посаду завідувача сільськогосподарського відділу Алма-Атинського обласного комітету КП(б) Казахстану.
1941 року був призваний до війська, зайнявши посаду політрука роти 977 стрілецького полку 230 стрілецької дивізії Південного фронту, та вже 1942 року повернувся до партійної діяльності, отримавши посаду голови виклнавчого комітету Алма-Атинської обласної ради депутатів трудящих. Від 1943 року обіймав посаду першого заступника уповноваженого Народного комісаріату заготівель СРСР по Казахській РСР. 1946 року став другим секретарем Акмолинського обласного комітету КП(б) Казахстану.
Від 1950 до 1952 року навчався у Вищій партійній школі при ЦК ВКП(б).
Після випуску отримав пост першого секретаря Кокшетауського обласного комітету КП Казахстану. Від 1954 року — заступник голови, а від 1955 — перший заступник голови Ради міністрів Казахської РСР. 1958 року став першим секретарем Алма-Атинського обласного комітету КП Казахстану. У вересні-грудні 1962 року вперше очолював Раду міністрів Казахської РСР, після чого був переведений на посаду першого заступника голови Ради міністрів Казахської РСР. У грудні 1964 року знову очолив Раду міністрів Казахської РСР.
Від березня 1970 року — персональний пенсіонер союзного значення.
У 1970—1971 роках був директором Казахського НДІ лукопасовищного господарства.
Помер 23 червня 1987 року в Алма-Аті. Похований на Кенсайському цвинтарі.

## Нагороди
- два ордени Леніна
- орден Вітчизняної війни ІІ ст.
- орден Трудового Червоного Прапора
- орден Червоної Зірки
- медаль «За відвагу»
- дві медалі «За трудову доблесть» (5.11.1940)